# Sanjō
Sanjō (jap. 三条市 Sanjō-shi) – miasto portowe w Japonii w prefekturze Niigata, na wyspie Honsiu, nad rzeką Shinano.

## Położenie
Miasto leży w środkowej części prefektury nad  rzeką Shinano. Miasto graniczy z:
- Gosen
- Agano
- Kamo
- Niigata
- Tsubame
- Nagaoka
- Mitsuke
- Uonuma

## Historia
Miasto utworzono 1 stycznia 1934 roku.

## Transport
W mieście znajduje się stacja kolejowa Tsubame-Sanjō.

## Przemysł
W mieście rozwinął się przemysł metalowy.

## Miasta partnerskie
- Kanada: Vaughan
- Chiny: Ezhou